# Grodziec (gmina w powiecie bielskim)
Grodziec – dawna gmina wiejska istniejąca w latach 1945–1954 w województwie śląskim (śląsko-dąbrowskim), katowickim i stalinogrodzkim. Siedzibą władz gminy był Grodziec.
Jako gmina jednostkowa, Grodziec od 28 lipca 1920 przynależał do woj. śląskiego (powiat bielski).
1 grudnia 1945 roku jednostka została przekształcona w gminę zbiorową w tymże powiecie i województwie, obejmującą poza siedzibą dotychczasową gminy: Bielowicko, Łazy, Świętoszówka (z Bierami) i Wieszczęta. Według stanu z 1 lipca 1952 roku składała się z 5 gromad: Bielowicko, Grodziec, Łazy, Świętoszówka i Wieszczęta. 6 lipca 1950 zmieniono nazwę woj. śląskiego na katowickie, a 9 marca 1953 kolejno na woj. stalinogrodzkie.
Gmina została zniesiona 29 września 1954 roku wraz z reformą znoszącą gminy – z jej terenu powstały gromada Grodziec.
Teren dawnej gminy 1 stycznia 1973 roku stał się częścią gminy Jasienica (od 1 czerwca 1975 w nowo utworzonym województwie bielskim).